# برنامج الأمم المتحدة الإنمائي
برنامج الأمم المتحدة الإنمائي (بالإنجليزية: United Nations Development Programme)‏ واختصاراً «يو أن دي بي» (UNDP) هي شبكة تطوير عالمية تابعة للأمم المتحدة, وهي منظمة تدعم التغيير وربط الدول بالمعرفة والخبرة والموارد لمساعدة الأشخاص لبناء حياة أفضل. وهي تعمل في 177 دولة وتساعدهم في تطوير حلولهم لمواجهة تحديات التنمية المحلية والعالمية. كما تعمل على تطوير القدرات المحلية التي تعتمد على موظفي برنامج الأمم المتحدة الإنمائي وشريحة واسعة من الشركاء.

## التأسيس
تأسس برنامج الأمم المتحدة الإنمائي (يو إن دي بّي) في 22 نوفمبر عام 1965، بدمج البرنامج الموسع للمساعدة التقنية (إي بّي تي إيه) والصندوق الخاص، وكان الأساس المنطقي «تجنب تكرار أنشطتهم». أُسس إي بّي تي إيه في عام 1949 لمساعدة الجوانب الاقتصادية والسياسية للدول المتخلفة، بينما كان الصندوق الخاص من أجل توسيع نطاق المساعدة التقنية للأمم المتحدة. نشأ الصندوق الخاص من فكرة صندوق الأمم المتحدة الخاص للتنمية الاقتصادية (سانفيد)، الذي سُمي في البداية صندوق الأمم المتحدة للتنمية الاقتصادية (انفيد).
كانت دول مثل بلدان الشمال الأوروبي من أنصار هذا الصندوق الذي تديره الأمم المتحدة. عارضت الدول المتقدمة مع ذلك هذا الصندوق، وخاصة الولايات المتحدة التي كانت حذرة من هيمنة العالم الثالث على مثل هذا الصندوق، وفضلت أن تكون تحت رعاية البنك الدولي. أُسقط مفهوم صندوق الأمم المتحدة الخاص للتنمية الاقتصادية لتشكيل الصندوق الخاص. كان هذا الصندوق الخاص بمثابة تسويةٍ لمفهوم صندوق الأمم المتحدة الخاص للتنمية الاقتصادية، فهو لم يقدم رأس مال استثماري، ولكنه ساعد فقط في توفير الشروط المسبقة للاستثمار الخاص.
وجِد أن البرنامج الموسع للمساعدة التقنية والصندوق الخاص قد عملا بشكل مماثل، عند اقتراح الولايات المتحدة وإنشائها لمؤسسة التنمية الدولية تحت ظل البنك الدولي. طلب المجلس الاقتصادي والاجتماعي التابع للأمم المتحدة من الأمين العام النظر في مزايا وعيوب دمج برامج المساعدة التقنية للأمم المتحدة في عام 1962، ودُمج البرنامج الموسع للمساعدة التقنية والصندوق الخاص لتشكيل برنامج الأمم المتحدة الإنمائي في عام 1966.

## الميزانية

### الحد من الفقر
يساعد برنامج الأمم المتحدة الإنمائي البلدان على وضع استراتيجيات لمكافحة الفقر من خلال توسيع نطاق الوصول إلى الفرص والموارد الاقتصادية، وربط برامج الفقر بالأهداف والسياسات الأكبر للدول، وضمان صوت أكبر للفقراء. يعمل أيضا على المستوى الكلي لإصلاح التجارة، وتشجيع تخفيف عبء الديون، والاستثمار الأجنبي، وضمان استفادة أفقر الفقراء من العولمة. يرعى برنامج الأمم المتحدة الإنمائي على أرض الواقع المشاريع التجريبية التنموية، ويعزز دور المرأة في التنمية، وينسق الجهود بين الحكومات والمنظمات غير الحكومية والمانحين الخارجيين. يعمل برنامج الأمم المتحدة الإنمائي بهذه الطريقة مع القادة والحكومات المحلية لتوفير الفرص للفئات الفقيرة، لإنشاء الأعمال التجارية وتحسين أوضاعهم الاقتصادية.
يعمل المركز الدولي للسياسات من أجل النمو الشامل التابع لبرنامج الأمم المتحدة الإنمائي (آي بّي سي-آي جي) في برازيليا في البرازيل، على توسيع قدرات البلدان النامية على تصميم مشاريع التنمية الشاملة اجتماعياً وتنفيذها وتقييمها. المركز الدولي للسياسات من أجل النمو الشامل هو منتدىً عالمي للحوار والتعلم حول السياسات فيما بين بلدان الجنوب، إذ عمل مع أكثر من 7000 مسؤولٍ من أكثر من 50 دولةً.
يشير تقييم عام 2013 لجهود برنامج الأمم المتحدة الإنمائي للحد من الفقر إلى أن برنامج الأمم المتحدة الإنمائي قد دعم بفعالية الجهود الوطنية للحد من الفقر، من خلال مساعدة الحكومات على إجراء تغييرات في السياسات لصالح الفقراء. يشير التقييم نفسه أيضًا إلى وجود حاجةٍ ماسة إلى قياسٍ ورصدٍ أفضل لآثار عمل برنامج الأمم المتحدة الإنمائي. تضمنت الخطة الاستراتيجية لبرنامج الأمم المتحدة الإنمائي للفترة 2014-2017 توصيات تقييم الفقر هذا.

### منع الأزمات والتعافي
يعمل برنامج الأمم المتحدة الإنمائي على الحد من مخاطر النزاعات المسلحة أو الكوارث، وتعزيز التعافي المبكر بعد وقوع الأزمة. يعمل برنامج الأمم المتحدة الإنمائي من خلال مكاتبه القطرية لدعم الحكومات المحلية في تقييم الاحتياجات، وتنمية القدرات، والتخطيط المنسق، ووضع السياسات والمعايير.
من الأمثلة على برامج الحد من المخاطر لبرنامج الأمم المتحدة الإنمائي، الجهود المبذولة للحد من انتشار الأسلحة الصغيرة، واستراتيجيات الحد من أثر الكوارث الطبيعية، وبرامج لتشجيع استخدام الدبلوماسية ومنع العنف. تشمل برامج التعافي نزع سلاح المقاتلين السابقين وتسريحهم وإعادة إدماجهم، وجهود إزالة الألغام، وبرامج إعادة إدماج المشردين، واستعادة الخدمات الأساسية، ونظم العدالة الانتقالية للبلدان التي تتعافى من الحرب.

## المهام
يساعد برنامج الأمم المتحدة الإنمائي الدول النامية في الحصول على المساعدات واستخدامها بفعالية. كما يشجع على حماية حقوق الإنسان وتطوير المرأة.
تعهد زعماء العالم من أجل تحقيق أهداف التنمية للألفية، بما في ذلك الهدف الأسمى المتمثل في خفض الفقر إلى النصف بحلول عام 2015.إن شبكة ارتباطات برنامج الأمم المتحدة الإنمائي تنسق الجهود العالمية والوطنية للوصول إلى هذه الأهداف. هدفنا هو مساعدة البلدان على بناء وتبادل الحلول لتحديات:
- الحكم الديموقراطي
- الحد من الفقر
- الحد من الأزمات والتعامل معها
- البيئة والطاقة
- الإيدز

يركز تقرير التنمية البشرية السنوي بتفويض من برنامج الأمم المتحدة الإنمائي على قضايا التنمية العالمية وتوفير أدوات قياس وتحليل مبتكرة واقتراح سياسات عامة تكون في كثير من الأحيان مثيرة للجدل. كما يدعم برنامج الأمم المتحدة الإنمائي جميع تقارير التنمية البشرية الإقليمية والقطرية وحتى المحلية المبنية على إطار تحليلي.
عادةً في كل مكتب قطري يكون الممثل المقيم لبرنامج الأمم المتحدة الإنمائي هو نفسه المنسق المقيم للأنشطة الإنمائية في الأمم المتحدة ككل. ويسعى البرنامج إلى ضمان الاستخدام الفاعل لموارد الأمم المتحدة والمساعدات الدولية.

## روابط خارجية
- برنامج الأمم المتحدة الإنمائي على موقع الموسوعة البريطانية (الإنجليزية)